# VfR Mannheim
VfR Mannheim – niemiecki klub piłkarski z siedzibą w Mannheimie. 

## Sukcesy
- Mistrzostwo Niemiec: 1949
- Mistrzostwo Południowych Niemiec: 1925
- Puchar Południowych Niemiec: 1959
- Puchar BFV: 1972, 1997, 2001